# Cannone da 20/65 M35 Breda
Die Cannone da 20/65 M35 ist eine italienische Flugabwehrkanone, die für die italienischen Streitkräfte entwickelt sowie von der Società Italiana Ernesto Breda per Costruzioni Meccaniche (SIEB) hergestellt wurde und als leichtes Flugabwehrgeschütz von verschiedenen Nationen seit dem Spanischen Bürgerkrieg im Einsatz war.

## Entwicklung
Die italienischen Streitkräfte erprobten zu Beginn der 1930er Jahre verschiedene leichte Flak-Geschütze. Hierbei fanden Oerlikon-, Madsen-, Scotti-Isotta-Franschini- und Lübbee-Entwürfe verglichen.
Nach den Vergleichstests führte 1935 als erstes die Regio Aeronautica die Waffe ein.

## Geschichte
Die Breda 20-mm-Flak war das Standardgeschütz der italienischen Streitkräfte im Zweiten Weltkrieg gegen tieffliegende, gegnerische Flugzeuge.
Es wurde in unterschiedlichen Lafetten zum Einsatz gebracht, hierzu gehört auch eine Zwillings-Lafette für den Einsatz auf Booten und Schiffen.
Schon während des Spanischen Bürgerkriegs wurden die Geschütze in Kampfpanzern eingebaut, um die Feuerkraft dieser Fahrzeuge zu erhöhen.
Insbesondere der Umbau von vier Panzerkampfwagen I durch Truppen der Nationalisten fand in Deutschland größere Beachtung.

Bilder zu Breda-20/65-Varianten
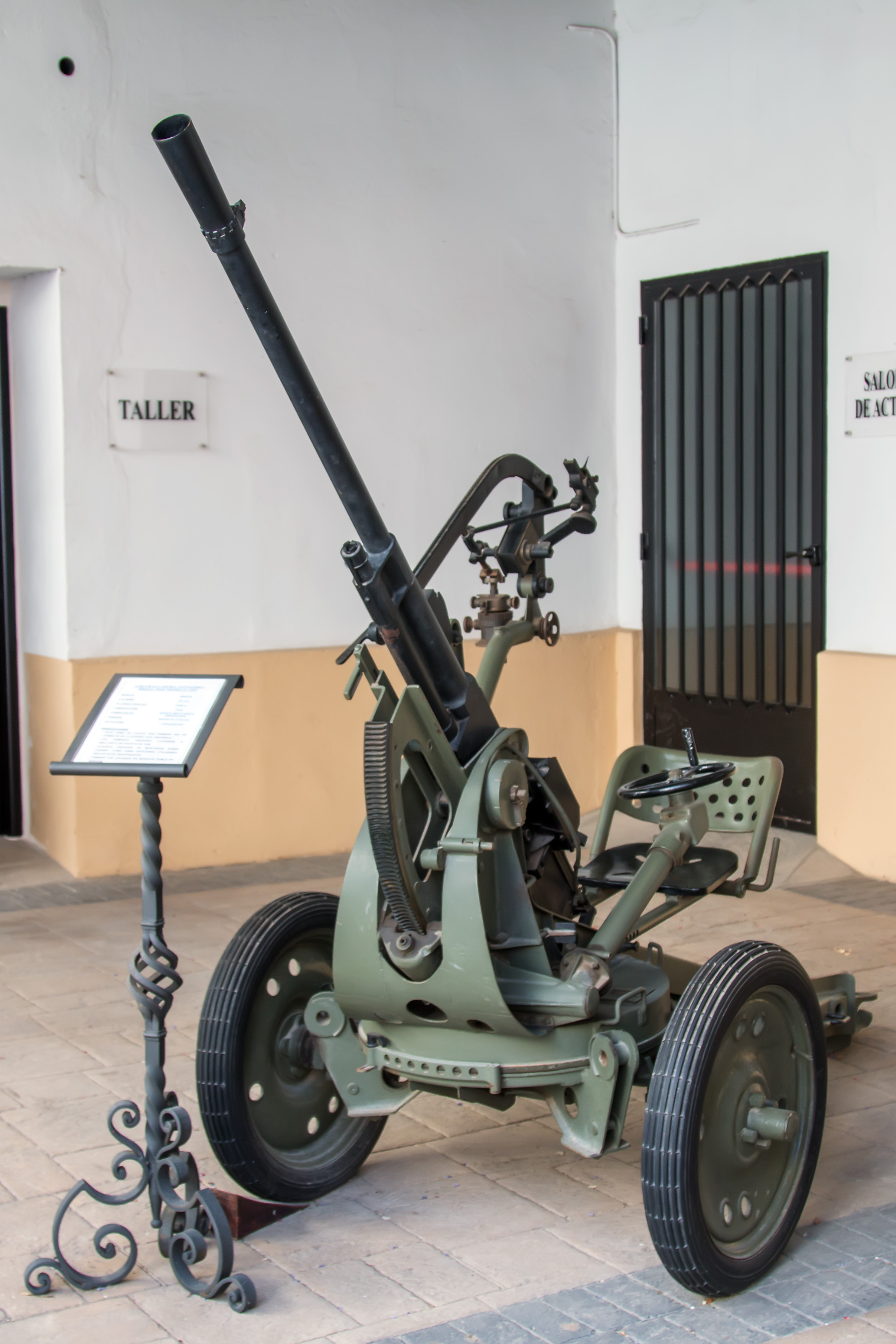
Breda M35 als leichte, mobile Flak
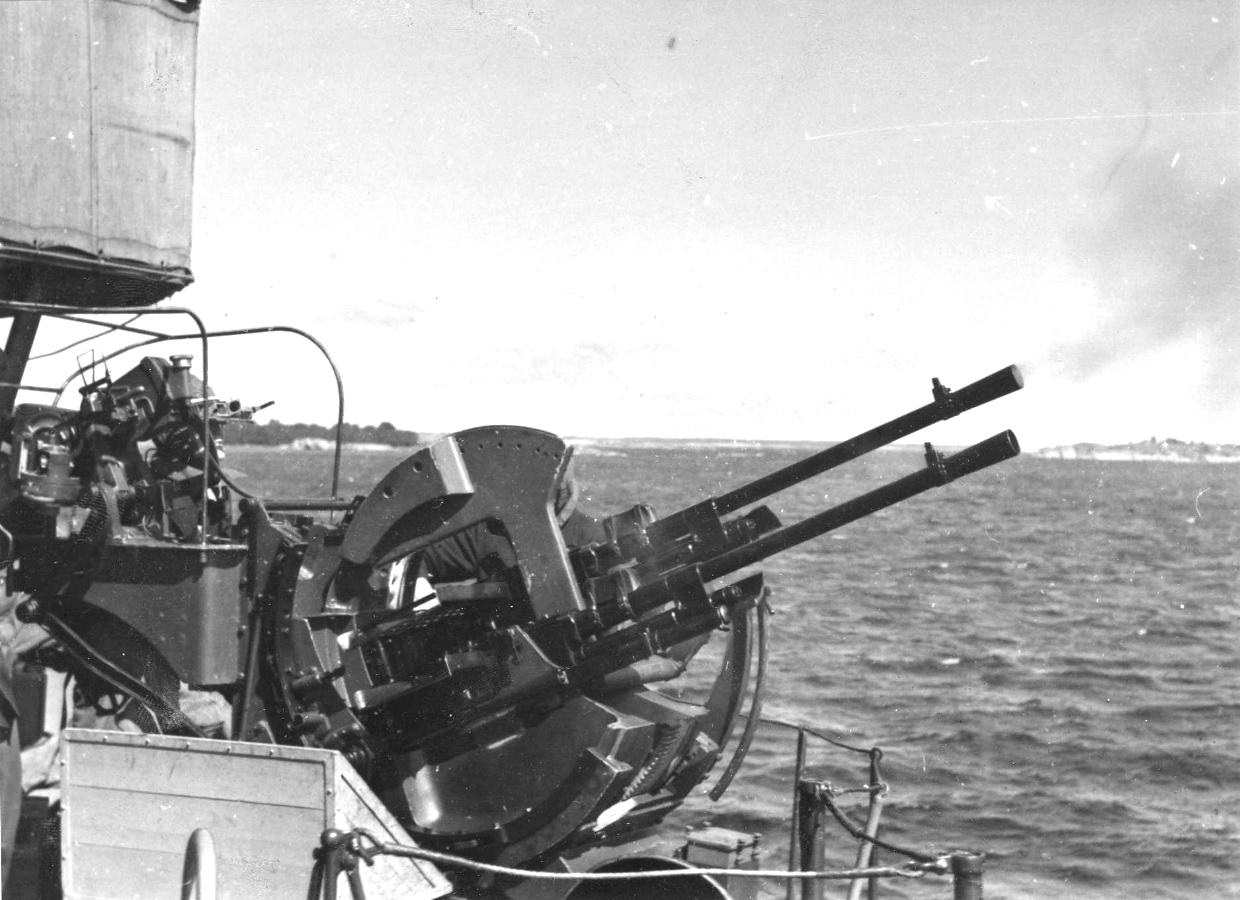
Breda M35 Zwillings-Flugabwehrgeschütz als 20mm akan m/38 bei der schwedischen Marine
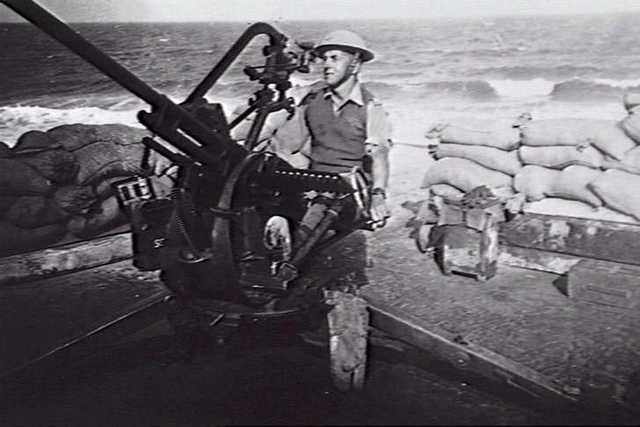
Breda-Variante bei australischen Streitkräften

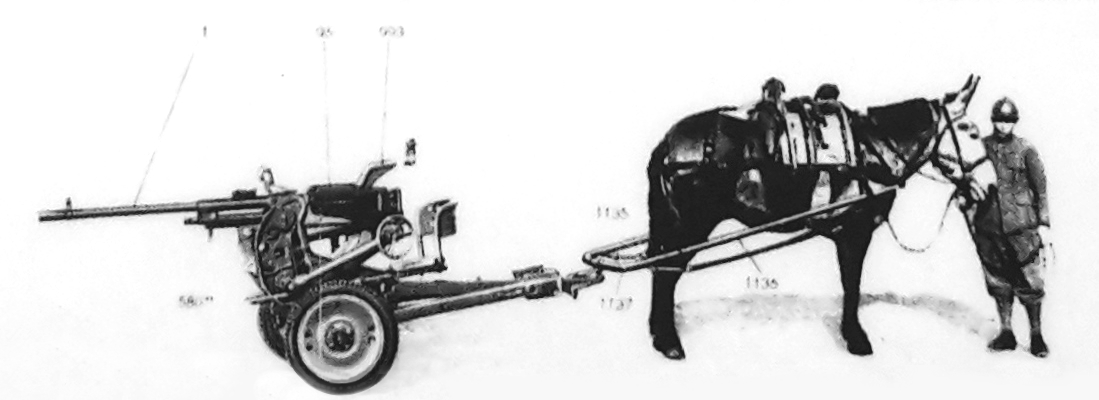
Breda M35 mit Maultier
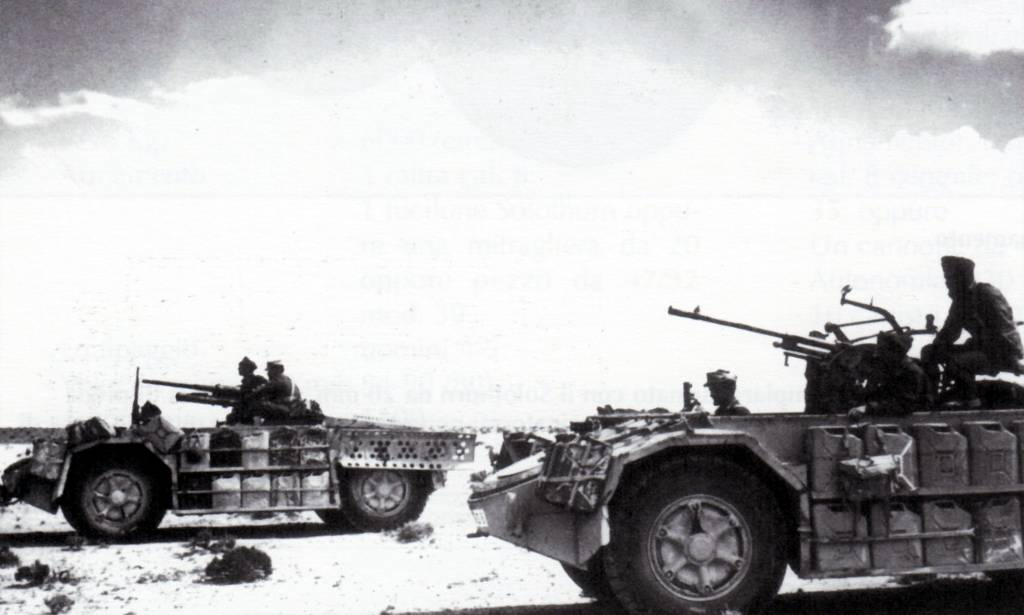
Breda auf AS 42 Camionetta Sahariana
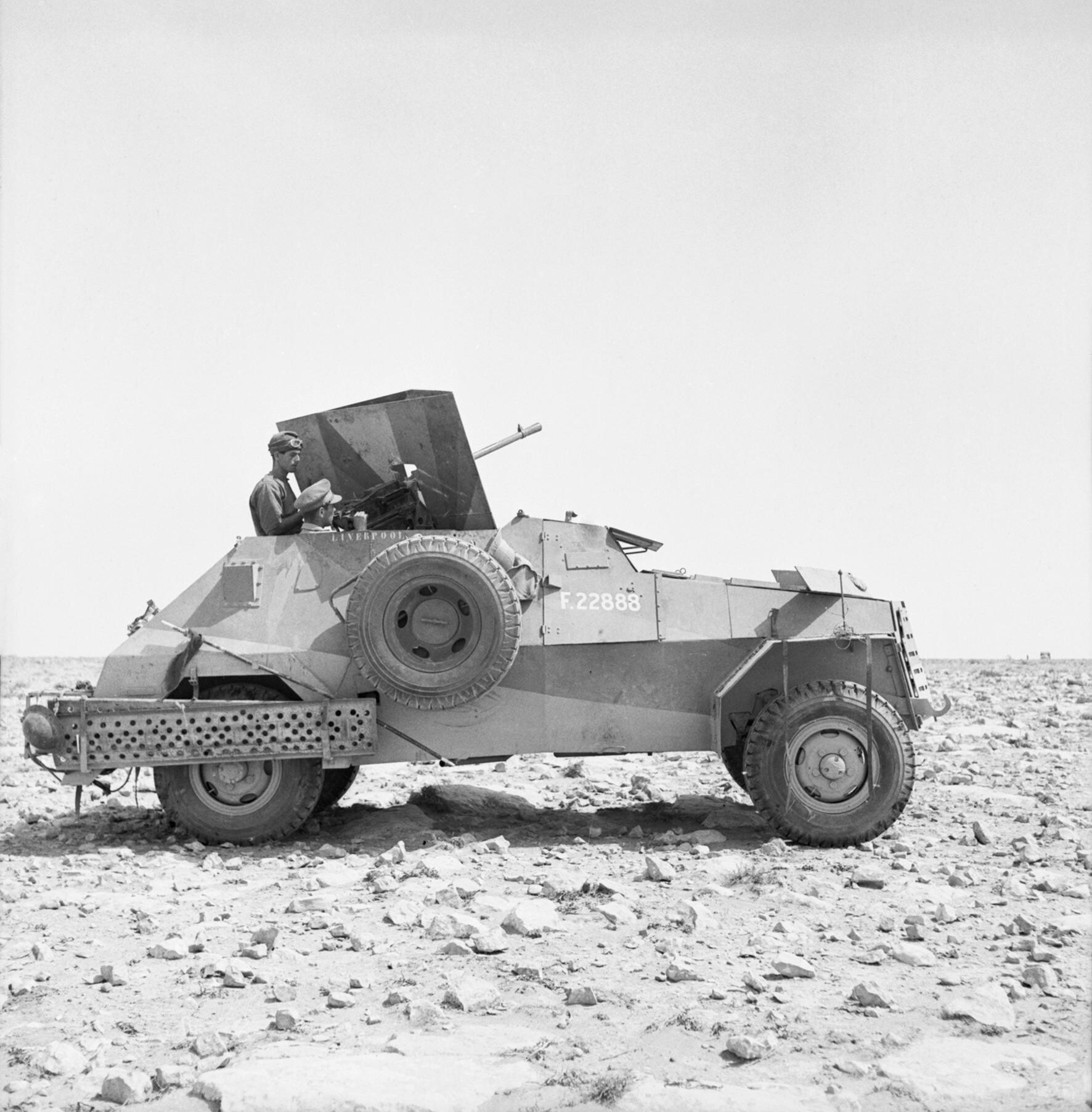
Breda-Variante auf einem britischen Marmon-Herrington MK2 Panzerwagen

## Varianten
- Modell 35
- Modell 39
- Modell 40
- Modell 35 R.M.
- Modell 39 R.M.
- Modell 40 R.M.

## Einsatz

### Bei den italienischen Streitkräften

#### Spanien
Das Flugabwehrgeschütz gehörte mit 138 Stück zur regulären Ausrüstung der italienischen Freiwilligenverbände im Spanischen Bürgerkrieg. Kaliber und schnelle Feuerfolge ermöglichten die effektive Bekämpfung gegnerischer Flugzeuge, gepanzerter und ungepanzerter Fahrzeuge.

#### Frankreich 1940
Beim Eintritt des italienischen Königreichs in den Zweiten Weltkrieg im Jahr 1940 verfügten die Teilstreitkräfte über 1759 beim Regio Esercito (Heer), 204 bei der DICAT (nationale Luftverteidigung), 240 bei der Regia Marina (Marine) und 50 bei der Regia Aeronautica (Luftwaffe).
Im weiteren Kriegsverlauf stieg die Zahl der Geschütze bei den italienischen Streitkräften weiter an. Die Armee sah für jede Infanteriedivision und mobile Division eine Batterie mit 8 dieser Geschütze vor. Panzerdivisionen, motorisierte, schnelle, Divisionen in Libyen, Schwarzhemden- und Verbände der Korpsartillerie zumeist zwei Batterien erhielten. Gebirgsdivisionen erhielten je nach Kriegsschauplatz keine eigene Flugabwehr. Die 1937 aufgestellten italienischen Grenzwachtverbände erhielten teilweise Flugabwehrgeschütze, um die Befestigungsanlagen vor Luftangriffen zu schützen.
Durch den Waffenstillstand von Cassibile entstanden zwei gegnerische italienische Streitkräfte, welche beide dieses Geschütz einsetzten. Da es keinen Grund gab, die Waffe nach dem Kriegsende nicht weiterzuverwenden, fand es noch viele Jahrzehnte in unterschiedlichen Versionen bei den italienischen Streitkräften Verwendung.
Auch die kasernierte Staatspolizei verwendete das Geschütz auf von den USA überlassenen Dodge WC51.

### Bei anderen Nationen

#### Königreich Jugoslawien
Als eine der ersten ausländischen Nationen erwarb 1939 das Königreich Jugoslawien für seine Streitkräfte 120 Geschütze.

#### 20 ltK/35 – Finnland
In drei Teillieferungen wurden 88 Geschütze des Modell 35 zwischen Februar 1940 und dem Jahr 1941 an Finnland geliefert. Weitere 4 Geschütze waren auf den in Italien gefertigten Torpedobooten der Jymy-Klasse montiert, die 1942 an Finnland ausgeliefert wurden. Viele der Geschütze wurden im Winterkrieg 1940 und alle gelieferten dann auch im Fortsetzungskrieg ab 1941 gegen die sowjetischen Streitkräfte eingesetzt.
Noch 1960 waren die vier Schiffsflak und 79 der Flak 20 ltK/35 im Einsatz. Erst im Verlauf der 1980er Jahre erfolgte die Ausmusterung der Geschütze.

#### Ecuador
Vor Beginn des Peruanisch-Ecuadorianischen Kriegs 1941 erwarb die ecuadorianische Armee einige Geschütze dieses Typs. Es wurden 9 Geschütze als während des Kriegs als Verlust zu verzeichnen beschrieben.

#### Commonwealth und Verbündete
Die 20-mm-Flak von Breda war bei den Commonwealth-Streitkräften beliebt. Viele der erbeuteten Geschütze wurden solange Munition verfügbar war, von australischen, britischen, Frei-Französischen- und südafrikanischen Einheiten verwendet. Während der Operation Compass stieg die Zahl der erbeuteten Geschütze dermaßen an, dass diese ausreichte um das australische 2/3 Light Anti-Aircraft Regiment, Teile der 4th Anti-Aircraft Brigade (42 Breda bei der Belagerung von Tobruk) und eine Batterie des 106th Regiment (Lancashire Hussars) / Royal Horse Artillery regulär damit auszurüsten. Auch bei der Long Range Dessert Group kamen die Geschütze teilweise zum Einsatz.
Südafrikanische Marmon-Herrington-Panzerwagen, erhielten die Waffe, wodurch die Feuerkraft erhöht wurde.
Die britische und australische Marine verwendeten die Geschütze auf Kriegsschiffen (z. B. auf der Vendetta, der Perth und der Ladybird).

#### 2cm MG 282 (i) / 2cm Flak Breda (i) – Deutsches Reich
Nach dem Waffenstillstand des italienischen Königreichs mit den Alliierten entwaffneten die deutschen Streitkräfte die Masse des italienischen Heeres und übernahmen viele Waffen. Doch wurde in den norditalienischen Werken auch weiterhin für die Wehrmacht und die Repubblica Sociale Italiana produziert. Es ist bekannt, dass noch 255 Breda 20-mm-Flak bis zum Kriegsende in Europa für die Achsenmächte gefertigt wurden.

## Nutzerstaaten
- Italien
- Australien
- China
- Deutsches Reich
- Dominikanische Republik
- Ecuador
- Finnland
- Slowakei
- Spanien
- Vereinigtes Königreich
- Jugoslawien